# Anthony Price
Pour les articles homonymes, voir Price et Anthony Price.
John Allan Anthony Price, né le 16 août 1928 dans le Hertfordshire et mort le 30 mai 2019 à Londres, est un écrivain britannique, auteur de thrillers d’espionnage.

## Biographie
Anthony Price fait ses études au The King's School (en) de Canterbury. De 1947 à 1949, il sert dans l'armée britannique, et atteint le grade de capitaine. Il étudie ensuite au Merton College de l'Université d'Oxford jusqu'en 1952, où il obtient une maîtrise. De 1952 à 1988, il est journaliste pour le Westminster Press, ainsi qu'éditeur du Oxford Times de 1972 à 1988.
Auteur de dix-neuf romans de la série ayant pour héros le Dr David Audley et le colonel Jack Butler, il crée à cette occasion des récits qui se concentrent sur un groupe d'agents de contre-espionnage qui travaillent pour une organisation vaguement inspirée par le réel MI5. L'agence est dirigée par Sir Frederick Clinton dans les premières aventures, puis par le colonel Jack Butler. Son meilleur agent, David Audley, est un historien devenu espion et connu pour ses tactiques peu orthodoxes, son intérêt pour l'histoire et son penchant pour citer fréquemment Rudyard Kipling. Il apparaît dans chacun des romans, mais la narration n'adopte pas toujours son point de vue. Dans le premier roman de la série, The Labyrinth Makers (1970), Audley, qui y rencontre sa future épouse, est le héros, mais d'autres agents, dont Jack Butler ou le chef d'escadron Hugh Roskill (dans The Alamut Ambush), prennent cette place. Comme chez John le Carré, les rivalités et des inimitiés sont nombreuses au sein même du ministère. L'adversaire russe d'Audley, le professeur Panin, fait également des apparitions à plusieurs reprises. Les personnages changent et évoluent de roman en roman, et une vingtaine d'années en tout s'écoule entre le premier et le dernier titre de la série. À l'occasion les récits reviennent sur les exploits de jeunesse d'Audley et de Butler pendant et après la Seconde Guerre mondiale.
Anthony Price remporte un Silver Dagger Award en 1970 pour The Labyrinth Makers, également classé en 73e position dans Les cent meilleurs romans policiers de tous les temps désignés en 1990 par la Crime Writers' Association. En 1974, le roman Other Paths to Glory est couronné par le Gold Dagger Award.
Ses œuvres ne sont pas traduites en français.

## Œuvre

### Romans

#### SérieDr Audley et colonel Butler
- The Labyrinth Makers (1970)
- The Alamut Ambush (1971)
- Colonel Butler's Wolf (1972)
- October Men (1973)
- Other Paths to Glory (1974)
- Our Man in Camelot (1975)
- War Game (1976)
- The '44 Vintage (1978)
- Tomorrow's Ghost (1979)
- The Hour of the Donkey (1980)
- Soldier No More (1981)
- The Old Vengeful (1982)
- Gunner Kelly (1983)
- Sion Crossing (1984)
- Here Be Monsters (1985)
- For the Good of the State (1986)
- A New Kind of War (1987)
- A Prospect of Vengeance (1988)
- The Memory Trap (1989)

### Autre publication
- The Eyes of the Fleet: A Popular History of Frigates and their Captains, 1793-1815 (1980)